# Halesus tessellatus
Halesus tessellatus là một loài Trichoptera trong họ Limnephilidae. Chúng phân bố ở miền Cổ bắc.